# Danascelis elongata
Danascelis elongata är en skalbaggsart som beskrevs av Wioletta Tomaszewska 1999. Danascelis elongata ingår i släktet Danascelis och familjen svampbaggar. Inga underarter finns listade i Catalogue of Life.